# (221073) Ovroutch
(221073) Ovroutch, désignation internationale (221073) Ovruch, est un astéroïde de la ceinture principale.

## Description
(221073) Ovroutch est un astéroïde de la ceinture principale. Il fut découvert à Androuchivka le 23 septembre 2005 en Ukraine. Il présente une orbite caractérisée par un demi-grand axe de 2,39 UA, une excentricité de 0,16 et une inclinaison de 5,74° par rapport à l'écliptique.
Il fut nommé en hommage à l'ancienne cité d'Ovroutch, située dans le nord de l'Ukraine, qui est remarquable par sa cathédrale unique de Saint-Basile, construite en 1190 par le prince Vladimir de la Rus' de Kiev.

## Compléments